# Wołodymyr Stelmach
Wołodymyr Semenowycz Stelmach, ukr. Володимир Семенович Стельмах (ur. 18 stycznia 1939 w Ołeksandriwce w obwodzie sumskim) – ukraiński ekonomista i polityk, były prezes Narodowego Banku Ukrainy.

## Życiorys
Z wykształcenia finansista, uzyskał stopień kandydata nauk ekonomicznych.
Od 1962 zatrudniony w bankowości, zaczynał od stanowiska inspektora ds. kredytów. W latach 1993–2000 był pierwszym zastępcą prezesa NBU, od stycznia 2000 do grudnia 2002 pełnił funkcję prezesa. Od 2003 do 2004 przewodniczył radzie nadzorczej AKB BrokBiznesBanku (kontrolowanego przez braci Serhija i Ołeksandra Buriaków). W grudniu 2004 po pomarańczowej rewolucji ponownie objął stanowisko prezesa NBU, które sprawował do grudnia 2010.
W 2007 został wybrany do Rady Najwyższej z listy bloku Nasza Ukraina-Ludowa Samoobrona, jednak odmówił objęcia mandatu, pozostając na dotychczasowym stanowisku. W 2011 objął funkcję pozaetatowego doradcy prezydenta Wiktora Janukowycza, którą pełnił do 2014.
Jest autorem około 20 prac naukowych z zakresu bankowości i polityki pieniężnej.

## Odznaczenia
- Order Księcia Jarosława Mądrego klasy II (2010)[1], III (2006)[2], IV (2001)[3] i V (1999)[4]